# Roodu
Roodu – wieś w Estonii, w prowincji Virumaa Wschodnia, w gminie Kohtla.